# Коцень-Великий
Коцень-Великий (пол. Kocień Wielki, нім. Groß Kotten) — село в Польщі, у гміні Велень Чарнковсько-Тшцянецького повіту Великопольського воєводства.
Населення — 201 особа (2011).
У 1975-1998 роках село належало до Пільського воєводства.

## Демографія
Демографічна структура станом на 31 березня 2011 року:
|          | Загалом | Допрацездатний вік | Працездатний вік | Постпрацездатний вік |
| -------- | ------- | ------------------ | ---------------- | -------------------- |
| Чоловіки | 97      | 25                 | 65               | 7                    |
| Жінки    | 104     | 29                 | 54               | 21                   |
| Разом    | 201     | 54                 | 119              | 28                   |